# 津市立一身田小学校
津市立一身田小学校（つしりつ いっしんでんしょうがっこう）は、三重県津市にある公立小学校である。

## 概要
- 卒業後は主に津市立一身田中学校へ進学する。

## 通学区域
- 一身田町、一身田豊野、一身田平野、一身田大古曽、夢が丘一丁目、夢が丘二丁目、一身田中野、一身田上津部田（西が丘小学校学区に含まれる区域を除く。）、大里窪田町の一部[1]